# Данска на Дечјој песми Евровизије
Данска је први пут учествовала на Дечјој песми Евровизије 2003. године. Радио ДР је медијски организатор свих данских фестивала посвећених Дечјој песми Евровизије. Представници Данске су увек били у међу првих пет. И поред доброг пласмана, Данска није имала представника 2006. а потврђено је да ни 2007. неће учествовати.
| Година    | Извођач(и)        | Песма             | Пласман          | Поени            |
| --------- | ----------------- | ----------------- | ---------------- | ---------------- |
| 2003      | Anne Gadegaard    | Arabiens Drøm     | 5                | 93               |
| 2004      | Cool Kids         | Pigen Er Min      | 5                | 116              |
| 2005      | Nicolai Kielstrup | Shake Shake Shake | 4                | 121              |
| 2006–2025 | Није учествовала  | Није учествовала  | Није учествовала | Није учествовала |

## Организовање Дечје песме Евровизије
| Година | Град       | Место одржавања  | Водитељ(и)           |
| ------ | ---------- | ---------------- | -------------------- |
| 2003   | Копенхаген | Форум Копенхаген | Камила Отесен и Реме |